# Killa (Craig Xen)
Killa è un singolo del rapper statunitense Craig Xen pubblicato il 26 ottobre 2016.

## Tracce
1. Killa – 2:17